# 刘三姐 (电影)
《刘三姐》是一部描述壮族民间传说中的歌仙刘三姐的电影，由长春电影制片厂（今长春电影集团公司）于1960年在广西桂林进行拍摄，是中國大陸拍摄的第一部风光音乐故事片。影片以广西特色的彩调剧为片中的歌曲蓝本，是著名导演苏里代表作。
该影片在华语地区广受欢迎：在香港、澳门及东南亚放映时，被誉为“山歌之王”；在马来西亚甚至被评为世界十部最佳影片之一。在1963年举办的第二届《大众电影》“百花奖”评选中，获最佳摄影奖、最佳音乐奖、最佳美工奖和最佳男配角四项大奖。当年它在香港放映时曾和好莱坞電影打擂台，连映数十天创造至今无法突破的票房奇迹。《刘三姐》的拍摄地阳朔一夜成名，仅那棵著名的大榕树每年还为当地创造800万的收益。

## 历史
1959年建国十年大庆，广西各地的文艺工作者自编自演了彩调剧、桂剧、粤剧、壮剧、采茶剧、侗戏、苗剧、邕剧、师公戏、牛娘戏、仫佬戏、文场戏、丝弦戏等形式的《刘三姐》。1959年秋天，中央歌舞剧院编剧乔羽与长春电影制片厂导演苏里前往柳州观看了彩调剧《刘三姐》的演出，提议能否改编为电影故事片。
1960年4月，自治区在南宁举办“《刘三姐》文艺汇演大会”，各地市县100多个剧组出演。随后，广西几大彩调剧团联合排演的彩调剧《刘三姐》在北京等20多个城市巡回演出了500多场。
时任自治区党委书记、自治区主席的韦国清建议南宁电影制片厂把彩调剧《刘三姐》改编为电影。但广影厂刚刚成立，没有能力，必须与大厂合作制片。韦国清委托时任自治区党委常委、柳州地委第一书记的贺亦然负责主抓。1960年4月1日，乔羽、苏里两人抵达柳州，贺亦然传达了自治区党委的意见：
1. 《刘三姐》在广西拍外景，把广西山水风光作为背景
2. 希望多用广西本土演员

乔羽、苏里表示外景以桂林、阳朔为主，兼选其它。从4月1日到12日，乔羽执笔创作了电影《刘三妹》文学剧本，同时苏里逐章逐镜头写出了分镜头电影剧本。
1960年4月下旬，导演苏里、编剧乔羽、美术师童景文（长影厂）、张起旺（广影厂）、摄影师郭镇庭（长影厂）、尹志（广影厂）、等人，从桂林乘船至阳朔，沿途勘察外景拍摄地，并确定：
- 阳朔的书童山下作为“砍藤落水”、“我落石崖顺水漂”两幕的场景；
- 桂林木龙洞作为河畔对歌台
- 临桂县五通茶山作为采茶姑娘在茶山走，“神仙听歌下凡来”一幕的场景；
- 阳朔徐悲鸿抗战时期故居的小河畔作为定情时“斧砍江水水不离”一幕的场景；
- 阳朔大榕树下作为抒发“连就连、我俩结交定百年，哪个九十七岁死，奈何桥上等三年”情感的场景

1960年5月3日，苏里确定的广西各地的待选演员由南宁远赴长影厂准备试镜头选角，演员确定后，先在长影厂拍内景，再回桂林拍外景。
苏里推荐桂林戏剧学校学员、刚满17岁、仅有不足4年艺龄的黄婉秋出演女主角。黄婉秋原定饰演“舟妹”并且已经试镜通过。苏里认为，黄婉秋表现得无拘无束、落落大方，气质之中带点野气，正符合刘三姐的聪明、泼辣，敢于斗争的气质形象要求。 

## 影片情节

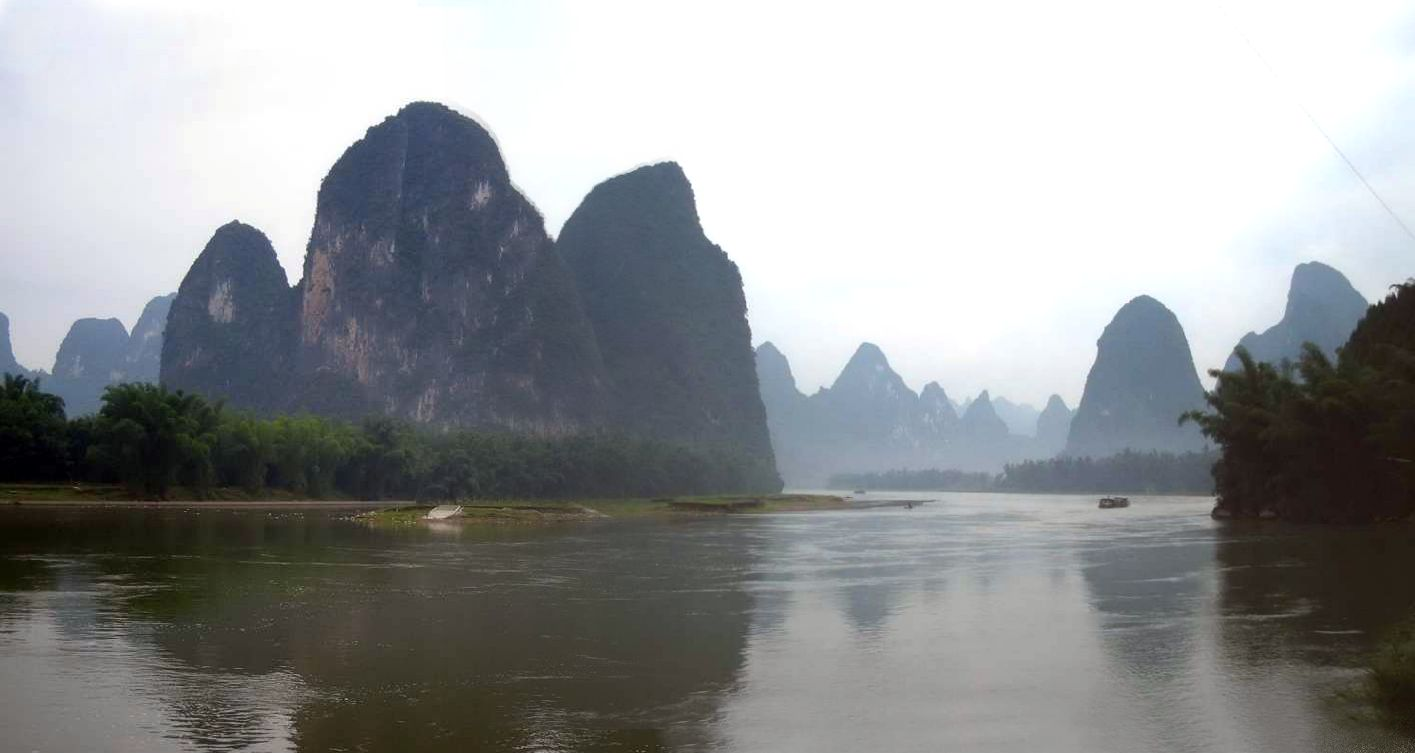
影片外景：漓江两岸（桂林山水）

莫怀仁，一个贪婪、荒淫的“土皇帝”，欲强取刘三姐为妾。为了维护自由和尊严，刘三姐与乡亲们一道用壮民族“结亲先要摆歌台”的特有风俗，以山歌与莫怀仁巧妙周旋，终使其阴谋诡计一个个灰飞烟灭。
广西民间民歌歌仙刘三姐用民歌与地主斗智斗勇，具有一定的政治含义，某些情节与《五朵金花》接近。

## 制作人员
- 作曲：雷振邦
- 摄影：郭镇铤、尹志
- 布景设计：童景文、张起旺
- 录音：康瑞新、韩维钧

## 演员名单
- 黄婉秋 （桂林戏剧学校学员） 饰 刘三姐
- 张桂兰（长影厂配音演员） 刘三姐对白配音
- 傅锦华(广西彩调剧团[1]) 刘三姐配唱
- 蔡秀英(广西歌舞团女高音) 配唱刘三姐骂“地主莫怀仁”的高腔调
- 关秀（阳朔渔家女） 刘三姐竹排上划船的中远镜头替身
- 刘世龙（长影演员剧团） 饰 阿牛
- 梁音（长影演员剧团） 饰 刘二
- 张文君（柳州彩调剧团） 饰 舟妹
- 张巨光（长影演员剧团） 饰 老渔夫
- 夏宗学（广西话剧团） 饰 莫怀仁（莫老爷）
- 张丽贤（百色地区文工团） 饰 丫环
- 刘凤英（柳州桂剧团） 饰 丫环
- 贺汝瑜（长影演员剧团） 饰 莫管家
- 徐峻泰（广西话剧团） 饰 李秀才
- 李万城（长影演员剧团） 饰 罗秀才
- 马驫（山西话剧团） 饰 陶秀才
- 张宁（广西话剧团） 饰 山歌歌迷
- 江边“对歌”的群众演员：桂林地市调来350条大大小小木船，广西师范学院、桂林医学专科学校、桂林师范学校、部分中学生以及一直跟随摄制组当歌伴的柳州市参加全国职工会演代表队、阳朔县文工团等1000多名群众演员，以及自发围观的几千群众。群众演员的服装都是自己从家穿来

## 获奖
在1963年举办的第二届《大众电影》“百花奖”评选中，获最佳摄影奖（郭镇铤、尹志）、最佳音乐奖（雷振邦）、最佳美术奖（童景文、张起旺）。

## 参阅
- 《五朵金花》
- 《山歌恋》